# Караулова, Юлианна Юрьевна
Юлиа́нна Ю́рьевна Карау́лова (род. 24 апреля 1988, Москва) — российская эстрадная певица и телеведущая, бывшая солистка группы 5sta Family, финалистка «Фабрики звёзд-5». Победительница первого сезона шоу «Фантастика». С 2023 года – ведущая телеигры «Кто хочет стать миллионером?» на Первом канале.

## Биография

### 1988—2003: Детство
Родилась в Москве 24 апреля 1988 года. Когда Карауловой было 4 года, её отец был направлен по работе в Болгарию, и она вместе с семьей переехала в Софию. Училась в школе при посольстве России в Болгарии. В возрасте 11 лет вернулась в Москву. Окончила школу № 1106.
В 2003 году заняла второе место на конкурсе «Лицо года», организованном подростковым журналом «Yes!». После этого стала одной из солисток группы «Yes».

### 2004: Фабрика звёзд
В 2004 году стала участницей телепроекта Первого канала «Фабрика звёзд 5» под руководством Аллы Пугачёвой, в котором дошла до финала. Во время проекта исполнила песню в дуэте с Русланом Масюковым «Нет тебя», которая впоследствии перешла к Елене Терлеевой. Также была записана сольная композиция «Дождь». К концу проекта Караулова вошла в состав новой группы Максима Фадеева «Нэцке», в составе которой записала песни «Я джокер кину на стол» и «Я попала в сети» (последняя чаще всего числится сольной песней Юлианны).
После «Фабрики звёзд» около полугода училась в Лондоне. Некоторое время работала редактором журнала «Yes!».

### 2011—2015: 5sta Family
Весной[уточнить] 2011 года, после ухода Лои, Караулова стала солисткой группы «5sta Family». За 4 года пребывания в ней группа записала несколько хитов и получила ряд престижных номинаций и премий, в числе которых «Золотой Граммофон 2013» за песню «Вместе мы».
В 2014 году Юлианна Караулова окончила продюсерский факультет Российской академии музыки имени Гнесиных. Ранее она окончила факультет эстрадно-джазового вокала академии Гнесиных. 20 сентября 2015 года Караулова объявила об уходе из группы.

### 2015—2016: Альбом «Чувство Ю»
В мае 2015 года, будучи в составе 5sta Family, Караулова представила свой дебютный клип на песню «Ты не такой». Автором музыки и слов песни стала R’n’B-исполнительница Бьянка. Съёмки клипа проходили в Риме. Клип по состоянию на июль 2021 года имел свыше 40 млн просмотров на видеохостинге Youtube.
В конце декабря состоялся релиз второго для Карауловой клипа на песню «Хьюстон».
Дебютный сольный альбом «Чувство Ю» был выпущен 30 сентября 2016 года. Его презентация и первый сольный концерт Юлианны Карауловой состоялись 1 ноября в московском клубе RED.
В декабре 2016 года состоялась премьера песни «Снежинка» совместно с Дмитрием Маликовым.

### 2017: Альбом «Феномены»
31 марта 2017 года состоялась премьера песни «Ты мой». 30 мая открылся предзаказ нового сингла «Не верю», а 18 июня состоялась премьера песни. 5 июля состоялась премьера клипа «Не верю». 10 октября состоялась премьера песни «Небо так любит нас», которую Караулова исполнила вместе с группами «Марсель» и KREC. 24 октября состоялась эксклюзивная премьера песни «Просто так» для пользователей социальной сети «ВКонтакте», а общая премьера песни состоялась 27 октября. 17 ноября состоялся релиз мини-альбома «Феномены». 14 декабря состоялась премьера клипа «Просто так».

### 2018—2019: Новые песни и альбом «Быть сильными»

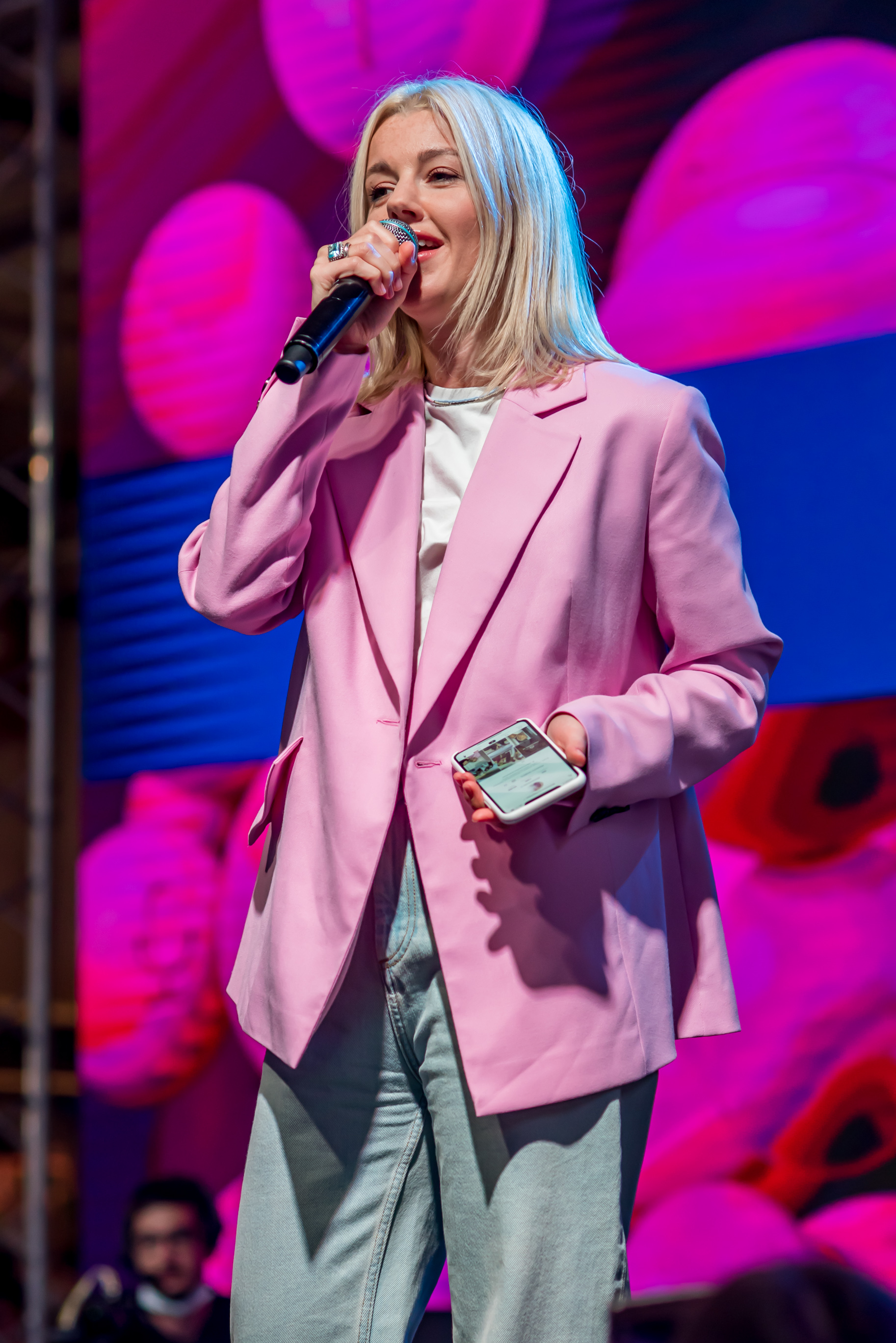
Новое Радио Party (2020)

30 марта 2018 года состоялась премьера песни «Лети за мной». 30 мая состоялась премьера клипа «Лети за мной». 6 июня состоялась премьера клипа «Небо так любит нас», ставшей саундтреком фильма «Один день лета». 21 сентября состоялась премьера песни «Маячки». 30 ноября состоялась премьера сингла «Адреналин текила». 10 декабря состоялась премьера клипа «Маячки».
15 февраля 2019 года был опубликован тизер клипа «Лучший враг», а 17 февраля состоялась премьера клипа.
15 марта состоялась премьера сингла «Ариведерчи» и открылся предзаказ третьего студийного альбома «Быть сильными». 22 марта состоялся релиз этого альбома. 20 мая состоялась премьера клипа «Ариведерчи», а 4 сентября — премьера клипа «Танцы на нервах».

### С 2019

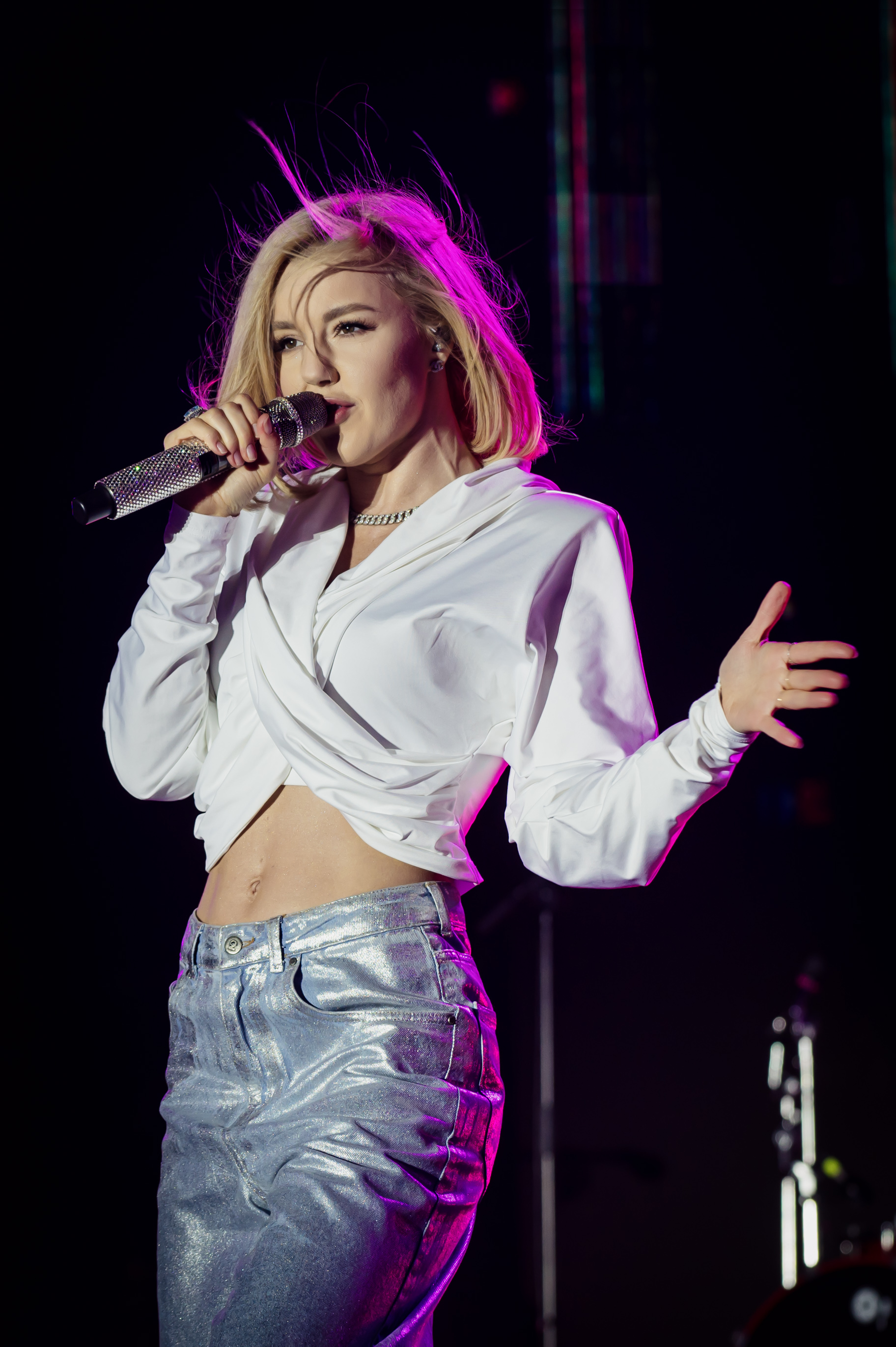
На фестивале «Будь с городом» в Санкт-Петербурге (2023)

21 ноября состоялась премьера сингла «Дикая Пума», а 9 декабря вышел клип.
13 марта 2020 года состоялась премьера сингла «Градусы», а 24 апреля — премьера клипа. 21 июля состоялась премьера сингла «ProЛюбовь». 27 августа состоялась премьера дуэтного сингла с Максимом Фадеевым «Тем, кто рядом», а 5 ноября вышел клип. 16 ноября состоялась премьера сингла «Чао Чао».
29 января 2021 года состоялась премьера сингла «Так сильно», а 23 марта — премьера клипа. 7 июля состоялась премьера сингла «Винчестер». 17 ноября состоялась премьера сингла «Странная любовь», а 13 декабря — сингла «No1».

## Телевидение
- С 2013 года — ви-джей канала Муз-ТВ (хит-парады).
- 2014 год — ведущая рубрики «Мода и стиль» в программе «Летний фреш» на Домашнем[45].
- 2016 год — участвовала в телепроекте «Ледниковый период» на Первом канале вместе с Максимом Траньковым.
- Была гостьей эпизодов телешоу Первого канала «Вечерний Ургант» 24 октября 2016 года[46], 4 декабря 2017[47], 24 апреля 2019[48] и 23 апреля 2020 года[49].
- С 26 ноября 2017 года по 25 ноября 2018 года — ведущая спортивного шоу «Русский ниндзя» на Первом канале[50].
- 2 декабря 2017 года была участницей телешоу Первого канала «Кто хочет стать миллионером?» на пару с телеведущим Тимуром Соловьёвым и выиграла вместе с ним главный приз — 3 миллиона рублей[51].
- С 10 февраля по 26 мая 2018 года — член жюри второго сезона международного вокального конкурса «Ты супер!» на НТВ[52].
- С 4 августа 2018 года — судья проекта «Всё, кроме обычного» на ТВ-3[53].
- С 15 марта 2019 года — наставница проекта «Битва талантов» на СТС Love[54].
- Гостья телепередачи «Мой герой» на телеканале «ТВ Центр» (выпуск от 21 ноября 2019 года)[55].
- С 29 апреля 2023 года — ведущая телеигры «Кто хочет стать миллионером?» на Первом канале[56].
- В сентябре-ноябре 2024 года — наставница 11 сезона проекта «Голос. Дети» на Первом канале[57].
- С 23 мая 2025 года — ведущая шоу «Наша новая музыка» на Первом канале[58].

## Личная жизнь
С саунд-продюсером Андреем Чёрным Караулова познакомилась 17-летней на «Фабрике звёзд», а близкие отношения начала семь лет спустя, после расставания с прежним молодым человеком.
23 декабря 2016 года Чёрный сделал Карауловой предложение о браке, когда она выступала на ледовом катке ВДНХ со своей песней «Внеорбитные» во время съёмок новогодней передачи «Голубой огонёк» (телеканал ТВЦ).
29 мая 2021 года Караулова родила сына Александра.
В 2021 году стало известно, что Караулова вышла замуж.
По собственному признанию Караулова болеет за московский «Спартак».

## Дискография

### В составе группы «5sta Family»
| Название | Информация                                                                    |
| -------- | ----------------------------------------------------------------------------- |
| Зачем?   | - Релиз: 17 марта 2012 - Лейбл: Zion Music - Формат: CD, цифровая дистрибуция |

### Сольные студийные альбомы
| Название      | Информация                                                                       |
| ------------- | -------------------------------------------------------------------------------- |
| Чувство Ю     | - Релиз: 30 сентября 2016 - Лейбл: Zion Music - Формат: CD, цифровая дистрибуция |
| Феномены      | - Релиз: 17 ноября 2017 - Лейбл: Zion Music - Формат: CD, цифровая дистрибуция   |
| Быть сильными | - Релиз: 22 марта 2019 - Лейбл: Zion Music - Формат: CD, цифровая дистрибуция    |

## Видео

### В составе «Yes!»
- 2004 — «Передумала»[63].

### В составе «Нэцке»
- 2004 — «Я попала в сети» (запись концертного выступления[64]);
- 2004 — «Я джокер кину на стол» (запись концертного выступления[65]).

### В составе «5sta Family»
| Год  | Клип           | Состав                                                | Режиссёр     |
| ---- | -------------- | ----------------------------------------------------- | ------------ |
| 2011 | «Тук-тук»      | Юлианна Караулова, Валерий Ефремов, Василий Косинский | Алиса Космос |
| 2012 | «Вместе мы»    | Юлианна Караулова, Валерий Ефремов, Василий Косинский | Илья Дуров   |
| 2013 | «Буду с тобой» | Юлианна Караулова, Валерий Ефремов, Василий Косинский | Илья Дуров   |
| 2014 | «Моя мелодия»  | Юлианна Караулова, Валерий Ефремов, Василий Косинский | Дарья Белова |

### Сольные клипы
| Год  | Клип                                        | Режиссёр                                  | Альбом        |
| ---- | ------------------------------------------- | ----------------------------------------- | ------------- |
| 2015 | «Ты не такой»                               | Илья Дуров                                | Чувство Ю     |
| 2015 | «Хьюстон»                                   | Константин Черепков                       | Чувство Ю     |
| 2016 | «Внеорбитные»                               | Павел Сидоров и Мария Унжакова            | Чувство Ю     |
| 2016 | «Море» (feat. ST)                           | Сергей Grey                               | Чувство Ю     |
| 2016 | «Разбитая любовь»                           | Леонид Колосовский                        | Чувство Ю     |
| 2017 | «Не верю»                                   | Алексей Голубев                           | Феномены      |
| 2017 | «Просто так»                                | Леонид Колосовский                        | Феномены      |
| 2018 | «Лети за мной»                              | Сергей Ткаченко                           | без альбома   |
| 2018 | «Небо так любит нас» (feat. Марсель & Krec) | Александр Игудин                          | без альбома   |
| 2018 | «Маячки»                                    | Александр Собичевский                     | без альбома   |
| 2019 | «Лучший враг»                               | Леонид Колосовский                        | Феномены      |
| 2019 | «Чудо»                                      | Волшебный парк Джун — OST                 | без альбома   |
| 2019 | «Ариведерчи»                                | INBERGKAT                                 | Быть сильными |
| 2019 | «Танцы на нервах»                           | Максим Нестерович и Екатерина Решетникова | Быть сильными |
| 2019 | «Дикая Пума»                                | KaMa                                      | без альбома   |
| 2020 | «Градусы»                                   | Сарик Андреасян                           | без альбома   |
| 2020 | «Тем кто рядом» (feat. Максим Фадеев)       | Сергей Ткаченко                           | без альбома   |
| 2020 | «Чао Чао» (Mood Video)                      | неизвестно                                | без альбома   |
| 2021 | «Так сильно»                                | INBERGAT                                  | без альбома   |

### Достижения
- 2015 — лауреат премии «Золотой граммофон. Санкт-Петербург» за песню «Ты не такой».
- 2015 — лауреат премии «Золотой граммофон. Минск» за песню «Ты не такой».
- 2016 — лауреат премии RU.TV за лучший старт[78].
- 2016 — лауреат премии «Золотой граммофон» за песню «Внеорбитные»[79].
- 2018 — лауреат премии «Золотой граммофон» за песню «Просто так»[80].
- 2020 — лауреат премии «Золотой граммофон» за песню «Градусы»[81].

## Фильмография

### Роли в кино
| Год  |   | Название                      | Роль                    |
| ---- | - | ----------------------------- | ----------------------- |
| 2006 | ф | Здрасьте, я ваше папо!        | эпизод                  |
| 2017 | ф | Волшебник                     | Катя, начинающая певица |
| 2017 | ф | Бит и Байт 2: Адские каникулы | Любовь Георгиевна       |
| 2022 | ф | Ёлки-иголки                   | звезда                  |
| 2023 | ф | Хоккейные папы                | камео                   |

### Дубляж
| Год  |   | Название            | Роль                 |
| ---- | - | ------------------- | -------------------- |
| 2016 | ф | Моана               | Сина                 |
| 2019 | ф | Волшебный парк Джун | мама главной героини |

### Озвучивание
| Год  |    | Название | Роль        |
| ---- | -- | -------- | ----------- |
| 2025 | мс | Чемпионы | комментатор |

## Чарты
| Год  | Название          | Чарт                       | Чарт                               | Чарт                               | Чарт                                        | Чарт                              | Чарт                                | Чарт                                       | Чарт                       | Альбом    |
| Год  | Название          | СНГ (Tophit Общий Топ-100) | Россия (Tophit Российский Топ-100) | Россия (Tophit Московский Топ-100) | Россия (Tophit Санкт-Петербургский Топ-100) | Украина (Tophit Киевский Топ-100) | Украина (Tophit Украинский Топ-100) | Россия и СНГ (Tophit Недельный по заявкам) | СНГ (Tophit Годовой общий) | Альбом    |
| ---- | ----------------- | -------------------------- | ---------------------------------- | ---------------------------------- | ------------------------------------------- | --------------------------------- | ----------------------------------- | ------------------------------------------ | -------------------------- | --------- |
| 2015 | «Ты не такой»     | 2                          | 1                                  | 10                                 | 5                                           | 41                                | 40                                  | 9                                          | 17                         | Чувство Ю |
| 2015 | «Хьюстон»         | 38                         | 47                                 | 56                                 | 55                                          | —                                 | —                                   | 9                                          | —                          | Чувство Ю |
| 2016 | «Внеорбитные»     | 8                          | 9                                  | 19                                 | 8                                           | 138                               | 75                                  | 38                                         | —                          | Чувство Ю |
| 2016 | «Море» (feat. ST) | 18                         | 18                                 | 16                                 | —                                           | 160                               | 76                                  | 69                                         | —                          | Чувство Ю |
| 2016 | «Разбитая любовь» | 14                         | 23                                 | —                                  | 96                                          | —                                 | —                                   | 78                                         | —                          | Чувство Ю |

«—» песня отсутствовала в чарте